# خوآن پردا
خوآن پردا (انگلیسی: Juan Pereda; زاده ۱۷ ژوئن ۱۹۳۱ – درگذشته ۲۵ نوامبر ۲۰۱۲) سیاستمدار اهل بولیوی بود. وی از ۲۱ ژوئیه ۱۹۷۸ تا ۳ نوامبر ۱۹۷۸ رئیس‌جمهور این کشور بود.
خوآن پردا در ۲۵ نوامبر ۲۰۱۲، در سن ۸۱ سالگی درگذشت.